# Gelasius I

Gelasius I, född i Rom eller i Kabylien i Algeriet, död 19 november 496 i Rom, var påve från den 1 mars 492 till sin död. Han vördas som helgon i Romersk-katolska kyrkan, med festdag den 21 november.

## Biografi
Om Gelasius ursprung är känt att fadern var en präst vid namn Valerius, och att han i ett brev till kejsar Anastasios I kallade sig "Romanus natus" men i Liber Pontificalis benämnes han "natione Afer" vilket har tolkats så att han kom från Afrika, en uppfattning som blivit allmänt erkänd. 
Gelasius blev vald till påve den 1 mars 492, som efterträdare till Felix III. Han kämpade för att bevara de gamla traditionerna, och menade att prästernas makt var överställd kungarnas, vilket ofta citerades under medeltiden. Under en lång tid tillskrev man Gelasius kanoniseringen av Skrifterna, men Romersk-katolska kyrkan tror numera att det antagligen var Damasus I.
Gelasius skrev många hymner och en mässbok, och bidrog med en viktig doktrin som tog upp den uppdelning mellan världslig och andlig makt som han ansåg skulle råda mellan påven och kejsaren. Denna dualistiska doktrin om "de två svärden" skulle under högmedeltidens kyrkoreformer få stor betydelse för att utöka kyrkans makt och påvens auktoritet i relation till monarker.